# Laura Herrera
Laura Herrera Boxo (Santa Cruz de Tenerife, 11 luglio 1989) è un'ex cestista spagnola.

## Carriera
Con la Spagna ha disputato i Campionati europei del 2015.